# Lago Fryxell
El lago Fryxell es un lago de 4,5 kilómetros de largo, entre el glaciar Canadá y el glaciar Commonwealth, en el valle Taylor, localizado en la Tierra de Victoria, Antártida. La mayor parte del tiempo la superficie del agua está congelada, en forma de hielo azul pues en la parte superior se localiza el agua dulce, mientras que en la parte profunda hay agua salada, con una composición similar a la del agua de mar. A profundidades por debajo de 9,5 m hay elevadas concentraciones de metano y de sulfuro de hidrógeno. La temperatura del agua en verano oscila entre 0,5 y 2,5 °C.
El lago Fryxell fue cartografiado por la expedición antártica británica encabezada por Robert Scott entre los años 1910-1913. Entre 1957 y 1958, durante la Operación Deep Freeze, el lago fue estudiado por el profesor T.L. Peve, quien lo nombró en honor del famoso glaciólogo Fridtjof M. Fryxell.
En los años de 1995 -1996 se llevó a cabo la expedición rusa del Instituto de Microbiología RAS encabezada por Valery F. Galchenko, que estudió en el lago la presencia de vida en forma de bacterias. 
El Campamento Lago Fryxell (Lake Fryxell) (77°36′00″S 163°07′00″E / -77.60000, 163.11667) de Estados Unidos se halla junto al lago, con capacidad para 6 personas.